# Unione Sportiva Lecce 1980-1981
In questa voce sono raccolte le informazioni riguardanti l'Unione Sportiva Lecce nelle competizioni ufficiali della stagione 1980-1981.

## Stagione
Dopo lo scandalo scommesse e le retrocessioni illustri, la serie cadetta è un campionato molto intrigante, con la presenza di squadre di grande blasone, per la cadetteria. Nel corso di questa stagione la squadra giallorossa prende parte al campionato di Serie B ed alla Coppa Italia.
La squadra salentina parte confermando Bruno Mazzia quale allenatore, ma dopo una deludente Coppa Italia ed una stentata partenza in campionato, a seguito del sonoro capitombolo a Rimini (4-0) del 9 novembre, viene chiamato ad allenare il Lecce Gianni Di Marzio. Al termine del campionato si classifica all'undicesimo posto con 36 punti frutto di 11 vittorie (tutte in casa), 14 pareggi (5 in casa e 9 in trasferta) e 13 sconfitte (3 in casa e 10 in trasferta), segnando 33 reti e subendone 40. Nel girone di andata raccoglie 20 punti, in sesta posizione alle spalle delle migliori, poi nel ritorno perde il passo, piazzandosi a metà classifica. Salgono Milan, Cesena e Genoa, scendono in Serie C1 Lanerossi Vicenza, Taranto, Atalanta e Monza.
Nella Coppa Italia il Lecce disputa il settimo girone di qualificazione, che promuove ai quarti di finale il Torino.

## Divise
| Casa | Casa (2ª versione) | Trasferta | Trasferta (2ª versione) |

## Rosa
| N. |                   | Ruolo | Calciatore       |
| -- | ----------------- | ----- | ---------------- |
|    | Italia (bandiera) | P     | Graziano De Luca |
|    | Italia (bandiera) | P     | Divo Vannucci    |
|    | Italia (bandiera) | D     | Franco Bonora    |
|    | Italia (bandiera) | D     | Michele Lorusso  |
|    | Italia (bandiera) | D     | Carmelo Miceli   |
|    | Italia (bandiera) | D     | Domenico Progna  |
|    | Italia (bandiera) | D     | Walter Grezzani  |
|    | Italia (bandiera) | D     | Pasquale Bruno   |
|    | Italia (bandiera) | D     | Livio Gardiman   |
|    | Italia (bandiera) | C     | Roberto Rizzo    |
|    | Italia (bandiera) | C     | Maurizio Gaiardi |
|    | Italia (bandiera) | C     | Giovanni Improta |
|    | Italia (bandiera) | C     | Giovanni Re      |

| N. |                   | Ruolo | Calciatore         |
| -- | ----------------- | ----- | ------------------ |
|    | Italia (bandiera) | C     | Ruggero Cannito    |
|    | Italia (bandiera) | C     | Claudio Luperto    |
|    | Italia (bandiera) | C     | Francesco Mileti   |
|    | Italia (bandiera) | C     | Primo Maragliulo   |
|    | Italia (bandiera) | C     | Elvy Pianca        |
|    | Italia (bandiera) | C     | Livio Manzin       |
|    | Italia (bandiera) | C     | Claudio Merlo      |
|    | Italia (bandiera) | A     | Ubaldo Biagetti    |
|    | Italia (bandiera) | A     | Sergio Magistrelli |
|    | Italia (bandiera) | A     | Adamo Renzo        |
|    | Italia (bandiera) | A     | Carlo Bresciani    |
|    | Italia (bandiera) | A     | Paolo Tusino       |

## Calciomercato

### Sessione autunnale
| Acquisti | Acquisti         | Acquisti  | Acquisti   |
| R.       | Nome             | da        | Modalità   |
| -------- | ---------------- | --------- | ---------- |
| C        | Giovanni Improta | Napoli    | definitivo |
| A        | Carlo Bresciani  | Sampdoria | prestito   |
| C        | Livio Manzin     | Bari      | prestito   |
| C        | Elvi Pianca      | Udinese   | definitivo |

| Cessioni | Cessioni         | Cessioni | Cessioni     |
| R.       | Nome             | a        | Modalità     |
| -------- | ---------------- | -------- | ------------ |
| P        | Paolo Tusino     | Novara   | comproprietà |
| P        | Aldo Nardin      | Lazio    | definitivo   |
| D        | Antonio La Palma | Bari     | definitivo   |
| A        | Paolo Piras      | Reggina  | definitivo   |

## Risultati

### Serie B

#### Girone di andata
| Arbitro: | Angelelli (Terni) |

|  |           |                   |
|  | Marcatori | 62’ (aut.) Bonora |

| Arbitro: | Pairetto (Torino) |

|                             |           |                       |
| Belluzzi 19’ Iorio 28’, 31’ | Marcatori | 1’ Magistrelli 23’ Re |

| Arbitro: | Giaffreda (Roma) |

|              |           |                 |
| Biagetti 24’ | Marcatori | 58’ Di Giovanni |

| Arbitro: | Tani (Livorno) |

|            |           |            |
| Perego 49’ | Marcatori | 86’ Tusino |

| Arbitro: | Ciulli (Roma) |

|            |           |  |
| Cannito 1’ | Marcatori |  |

| Arbitro: | Bianciardi (Siena) |

|                             |           |  |
| Antonelli 48’ De Vecchi 75’ | Marcatori |  |

| Arbitro: | Falzier (Treviso) |

|                              |           |  |
| De Biase 21’ De Bernardi 61’ | Marcatori |  |

| Arbitro: | Vitali (Bologna) |

|                               |           |                    |
| Magistrelli 21’ Bresciani 72’ | Marcatori | 35’ (aut.) Cannito |

| Arbitro: | Pairetto (Torino) |

|                                           |           |  |
| Saltutti 17’, 32’ Mazzoni 43’ Bilardi 68’ | Marcatori |  |

| Arbitro: | Lattanzi (Roma) |

|                                                        |           |              |
| Ferroni 29’ (aut.) Magistrelli 40’, 78’ Maragliulo 88’ | Marcatori | 55’ De Ponti |

| Arbitro: | Magni (Bergamo) |

|                      |           |                      |
| Chiodi 63’ Viola 69’ | Marcatori | 14’ Bresciani 75’ Re |

| Arbitro: | Castaldi (Vasto) |

|                                   |           |                |
| Magistrelli 51’ Manzin 55’ (rig.) | Marcatori | 40’ Cantarutti |

| Arbitro: | Ballerini (La Spezia) |

|                                          |           |                 |
| Scaini 7’ L. Venturini 31’ D'Ottavio 87’ | Marcatori | 74’ Magistrelli |

| Lecce 14 dicembre 1980 14ª giornata | Lecce           | 0 – 0 | Foggia | Stadio Via del Mare\| Arbitro: \| Facchin (Udine) \| |
| Arbitro:                            | Facchin (Udine) |       |        |                                                      |

| Monza 21 dicembre 1980 15ª giornata | Monza             | 0 – 0 | Lecce | Stadio Gino Alfonso Sada\| Arbitro: \| Falzier (Treviso) \| |
| Arbitro:                            | Falzier (Treviso) |       |       |                                                             |

| Arbitro: | Milan (Treviso) |

|             |           |                |
| Re 17’, 85’ | Marcatori | 21’ Barlassina |

| Arbitro: | Pieri (Genova) |

|                      |           |  |
| Magistrelli 15’, 54’ | Marcatori |  |

| Taranto 18 gennaio 1981 18ª giornata | Taranto         | 0 – 0 | Lecce | Stadio Erasmo Iacovone\| Arbitro: \| Lattanzi (Roma) \| |
| Arbitro:                             | Lattanzi (Roma) |       |       |                                                         |

| Arbitro: | Tubertini (Bologna) |

|                 |           |  |
| Magistrelli 85’ | Marcatori |  |

#### Girone di ritorno
| Arbitro: | Ballerini (La Spezia) |

|              |           |               |
| Rampanti 38’ | Marcatori | 18’ Bresciani |

| Arbitro: | Falzier (Treviso) |

|               |           |                              |
| Bresciani 14’ | Marcatori | 72’ Tavarilli 81’, 90’ Iorio |

| Arbitro: | Tani (Livorno) |

|                             |           |               |
| Baldini 23’ Di Giovanni 82’ | Marcatori | 80’ Bresciani |

| Lecce 1º marzo 1981 23ª giornata | Lecce            | 0 – 0 | Cesena | Stadio Via del Mare\| Arbitro: \| Lanese (Messina) \| |
| Arbitro:                         | Lanese (Messina) |       |        |                                                       |

| Arbitro: | Lombardo (Marsala) |

|           |           |  |
| Russo 40’ | Marcatori |  |

| Arbitro: | Ciulli (Roma) |

|                          |           |                                   |
| Re 5’ Improta 30’ (rig.) | Marcatori | 4’, 75’ F. Vincenzi 89’ Antonelli |

| Arbitro: | Patrussi (Ravenna) |

|                    |           |  |
| Improta 53’ (rig.) | Marcatori |  |

| Arbitro: | Castaldi (Vasto) |

|              |           |  |
| Briaschi 64’ | Marcatori |  |

| Arbitro: | Terpin (Trieste) |

|              |           |                |
| Biagetti 83’ | Marcatori | 33’ C. Sartori |

| Genova 12 aprile 1981 29ª giornata | Sampdoria       | 0 – 0 | Lecce | Stadio Luigi Ferraris\| Arbitro: \| Milan (Treviso) \| |
| Arbitro:                           | Milan (Treviso) |       |       |                                                        |

| Lecce 18 aprile 1981 30ª giornata | Lecce                | 0 – 0 | Lazio | Stadio Via del Mare\| Arbitro: \| Barbaresco (Cormons) \| |
| Arbitro:                          | Barbaresco (Cormons) |       |       |                                                           |

| Arbitro: | Tonolini (Milano) |

|                     |           |  |
| A. Bertoni 76’, 86’ | Marcatori |  |

| Arbitro: | Prati (Parma) |

|             |           |  |
| Gaiardi 65’ | Marcatori |  |

| Arbitro: | Milan (Treviso) |

|              |           |  |
| S. Bozzi 18’ | Marcatori |  |

| Arbitro: | Facchin (Udine) |

|           |           |  |
| Bruno 57’ | Marcatori |  |

| Arbitro: | Vitali (Bologna) |

|             |           |              |
| Bonesso 26’ | Marcatori | 6’ Bresciani |

| Arbitro: | Longhi (Roma) |

|                     |           |                   |
| Lo Russo 22’ (aut.) | Marcatori | 35’ (aut.) Arecco |

| Arbitro: | Ciulli (Roma) |

|                 |           |  |
| Magistrelli 61’ | Marcatori |  |

| Palermo 21 giugno 1981 38ª giornata | Palermo               | 0 – 0 | Lecce | Stadio La Favorita\| Arbitro: \| Ballerini (La Spezia) \| |
| Arbitro:                            | Ballerini (La Spezia) |       |       |                                                           |

### Coppa Italia

#### Primo turno
| Arbitro: | Castaldi (Vasto) |

|                |           |  |
| De Giorgis 20’ | Marcatori |  |

| Arbitro: | Prati (Parma) |

|            |           |                    |
| Miceli 26’ | Marcatori | 79’ (rig.) De Rosa |

| Arbitro: | Lanese (Messina) |

|                                                         |           |  |
| D'Amico 26’ Miceli 40’ (aut.) F. Graziani 46’ Pecci 50’ | Marcatori |  |

| Lecce 3 settembre 1980 4ª giornata | Lecce             | 0 – 0 | Bari | Stadio Via del Mare\| Arbitro: \| Bergamo (Livorno) \| |
| Arbitro:                           | Bergamo (Livorno) |       |      |                                                        |

| 7 settembre 1980 5ª giornata |  | – Turno riposo Lecce |  |  |

## Statistiche

### Statistiche di squadra
| Competizione | Punti | In casa | In casa | In casa | In casa | In casa | In casa | In trasferta | In trasferta | In trasferta | In trasferta | In trasferta | In trasferta | Totale | Totale | Totale | Totale | Totale | Totale | DR  |
| Competizione | Punti | G       | V       | N       | P       | Gf      | Gs      | G            | V            | N            | P            | Gf           | Gs           | G      | V      | N      | P      | Gf     | Gs     | DR  |
| ------------ | ----- | ------- | ------- | ------- | ------- | ------- | ------- | ------------ | ------------ | ------------ | ------------ | ------------ | ------------ | ------ | ------ | ------ | ------ | ------ | ------ | --- |
| Serie B      | 36    | 19      | 11      | 5       | 3       | 23      | 13      | 19           | 0            | 9            | 10           | 10           | 27           | 38     | 11     | 14     | 13     | 33     | 40     | -7  |
| Coppa Italia | 2     | 2       | 0       | 2       | 0       | 1       | 1       | 2            | 0            | 0            | 2            | 0            | 5            | 4      | 0      | 2      | 2      | 1      | 6      | -5  |
| Totale       |       | 21      | 11      | 7       | 3       | 24      | 14      | 21           | 0            | 9            | 12           | 10           | 32           | 42     | 11     | 16     | 15     | 34     | 46     | -12 |

### Statistiche dei giocatori
| Giocatore      | Serie B  | Serie B | Serie B     | Serie B    | Coppa Italia | Coppa Italia | Coppa Italia | Coppa Italia | Totale   | Totale | Totale      | Totale     |
| Giocatore      | Presenze | Reti    | Ammonizioni | Espulsioni | Presenze     | Reti         | Ammonizioni  | Espulsioni   | Presenze | Reti   | Ammonizioni | Espulsioni |
| -------------- | -------- | ------- | ----------- | ---------- | ------------ | ------------ | ------------ | ------------ | -------- | ------ | ----------- | ---------- |
| U. Biagetti    | 23       | 2       | ?           | ?          | ?            | ?            | ?            | ?            | 23+      | 2+     | ?           | ?          |
| F. Bonora      | 11       | 0       | ?           | ?          | ?            | ?            | ?            | ?            | 11+      | 0+     | ?           | ?          |
| C. Bresciani   | 31       | 6       | ?           | ?          | ?            | ?            | ?            | ?            | 31+      | 6+     | ?           | ?          |
| P. Bruno       | 25       | 1       | ?           | ?          | ?            | ?            | ?            | ?            | 25+      | 1+     | ?           | ?          |
| R. Cannito     | 34       | 1       | ?           | ?          | ?            | ?            | ?            | ?            | 34+      | 1+     | ?           | ?          |
| G. De Luca     | 31       | -37     | ?           | ?          | ?            | ?            | ?            | ?            | 31+      | -37+   | ?           | ?          |
| M. Gaiardi     | 21       | 1       | ?           | ?          | ?            | ?            | ?            | ?            | 21+      | 1+     | ?           | ?          |
| L. Gardiman    | 16       | 0       | ?           | ?          | ?            | ?            | ?            | ?            | 16+      | 0+     | ?           | ?          |
| W. Grezzani    | 26       | 0       | ?           | ?          | ?            | ?            | ?            | ?            | 26+      | 0+     | ?           | ?          |
| G. Improta     | 29       | 2       | ?           | ?          | ?            | ?            | ?            | ?            | 29+      | 2+     | ?           | ?          |
| M. Lo Russo    | 31       | 0       | ?           | ?          | ?            | ?            | ?            | ?            | 31+      | 0+     | ?           | ?          |
| S. Magistrelli | 33       | 10      | ?           | ?          | ?            | ?            | ?            | ?            | 33+      | 10+    | ?           | ?          |
| L. Manzin      | 25       | 1       | ?           | ?          | ?            | ?            | ?            | ?            | 25+      | 1+     | ?           | ?          |
| P. Maragliulo  | 22       | 1       | ?           | ?          | ?            | ?            | ?            | ?            | 22+      | 1+     | ?           | ?          |
| C. Merlo       | 10       | 0       | ?           | ?          | ?            | ?            | ?            | ?            | 10+      | 0+     | ?           | ?          |
| C. Miceli      | 35       | 0       | ?           | ?          | ?            | ?            | ?            | ?            | 35+      | 0+     | ?           | ?          |
| F. Mileti      | 24       | 0       | ?           | ?          | ?            | ?            | ?            | ?            | 24+      | 0+     | ?           | ?          |
| E. Pianca      | 5        | 0       | ?           | ?          | ?            | ?            | ?            | ?            | 5+       | 0+     | ?           | ?          |
| D. Progna      | 1        | 0       | ?           | ?          | ?            | ?            | ?            | ?            | 1+       | 0+     | ?           | ?          |
| G. Re          | 35       | 5       | ?           | ?          | ?            | ?            | ?            | ?            | 35+      | 5+     | ?           | ?          |
| R. Rizzo       | 3        | 0       | ?           | ?          | ?            | ?            | ?            | ?            | 3+       | 0+     | ?           | ?          |
| P. Tusino      | 4        | 1       | ?           | ?          | ?            | ?            | ?            | ?            | 4+       | 1+     | ?           | ?          |
| D. Vannucci    | 7        | -3      | ?           | ?          | ?            | ?            | ?            | ?            | 7+       | -3+    | ?           | ?          |